# Japi
Japi é um município brasileiro do estado do Rio Grande do Norte. Foi criado pela lei estadual 2 999 de 18 de maio de 1959, desmembrado de São José do Campestre, e instalado em 29 de junho do mesmo ano.

## Geografia
De acordo com a atual divisão do Brasil em regiões geográficas, instituídas em 2017 pelo Instituto Brasileiro de Geografia e Estatística (IBGE), Japi está inserido na região imediata de Santa Cruz, parte da região intermediária de Natal. Na antiga divisão em mesorregiões e microrregiões, fazia parte da microrregião da Borborema, dentro da mesorregião do Agreste Potiguar. A sede municipal está a uma distância de 144 km a sudoeste de Natal, capital estadual, ligando-se a esta pela BR-226 e RN-092. Faz limite a norte com Santa Cruz, Tangará e São José do Campestre; a sul com Araruna e Cuité, ambos na Paraíba; a leste com São José do Campestre e Monte das Gameleiras e a oeste com São Bento do Trairi e novamente Santa Cruz.
O território de Japi ocupa 0,3579% da superfície estadual, com 188,99 km² de área, a maior parte assentada sobre o Planalto da Borborema, estando as áreas mais baixas na depressão sublitorânea, uma forma de transição entre os tabuleiros costeiros litorâneos e o Planalto da Borborema. A parte norte do município está na área de abrangência das rochas do embasamento cristalino, enquanto no restante do território predominam as rochas graníticas do período Pré-Cambriano, formadas há cerca de 1,1 bilhão de anos.
Os solos locais são altamente férteis, porém pouco profundos, e variam conforme o relevo. Nas áreas mais de relevo suave ondulado, predominam os planossolos, que apresentam textura argilosa-arenosa e são imperfeitamente drenados, enquanto nas áreas fortemente onduladas ou montanhosas ocorrem os solos litólicos ou litossolos, com textura média ou de areia e melhor drenados se comparados aos planossolos. Esses solos, por serem pouco desenvolvidos, são cobertos por espécies do bioma da Caatinga, típica do clima semiárido, presente no local, e com espécies de pequeno porte, adaptadas a longos períodos secos. No que diz respeito à hidrografia, 63,33% do território municipal estão inseridos nos domínios da bacia hidrográfica do rio Jacu e os 36,67% restantes na bacia do rio Trairi.
De acordo com dados da Empresa de Pesquisa Agropecuária do Rio Grande do Norte (EMPARN), que possui dados pluviométricos da cidade desde 1962, o recorde de chuva acumulada em 24 horas é de 189,4 mm em 21 de fevereiro de 2000. Desde julho de 2020, quando a EMPARN instalou uma estação meteorológica automática na cidade, a menor temperatura ocorreu em 9 de setembro de 2022 (17 °C) e a maior na tarde de 31 de outubro de 2023 (37,4 °C).
| Dados climatológicos para Japi                                                                  | Dados climatológicos para Japi | Dados climatológicos para Japi | Dados climatológicos para Japi | Dados climatológicos para Japi | Dados climatológicos para Japi | Dados climatológicos para Japi | Dados climatológicos para Japi | Dados climatológicos para Japi | Dados climatológicos para Japi | Dados climatológicos para Japi | Dados climatológicos para Japi | Dados climatológicos para Japi | Dados climatológicos para Japi |
| Mês                                                                                             | Jan                            | Fev                            | Mar                            | Abr                            | Mai                            | Jun                            | Jul                            | Ago                            | Set                            | Out                            | Nov                            | Dez                            | Ano                            |
| ----------------------------------------------------------------------------------------------- | ------------------------------ | ------------------------------ | ------------------------------ | ------------------------------ | ------------------------------ | ------------------------------ | ------------------------------ | ------------------------------ | ------------------------------ | ------------------------------ | ------------------------------ | ------------------------------ | ------------------------------ |
| Temperatura máxima recorde (°C)                                                                 | 36,4                           | 36,8                           | 36,7                           | 35,8                           | 35,9                           | 36                             | 34,2                           | 35,3                           | 35,8                           | 37,4                           | 37,1                           | 37                             | 37,4                           |
| Temperatura mínima recorde (°C)                                                                 | 20,9                           | 19,9                           | 21,2                           | 20,7                           | 20,4                           | 18,4                           | 18,5                           | 17,5                           | 17                             | 19,5                           | 20,3                           | 20,2                           | 17                             |
| Precipitação (mm)                                                                               | 45,5                           | 65,7                           | 117,5                          | 113,3                          | 54,9                           | 43,6                           | 42,3                           | 15,4                           | 7,9                            | 3,2                            | 5,4                            | 10,2                           | 524,9                          |
| Fonte: EMPARN (médias de precipitação: 1962-2020; recordes de temperatura: 28/07/2020-presente) |                                |                                |                                |                                |                                |                                |                                |                                |                                |                                |                                |                                |                                |